# 성하 (후한)
성하(成何, ? ~ 219년)는 후한 말의 무장이다.

## 생애
조조(曹操)의 장수 방덕(龐德)을 섬겼다.
219년, 조인(曹仁)이 관우(關羽)의 공격으로 번성(樊姓)에서 고전하자, 조조의 명으로 우금(于禁)과 방덕(龐德)이 함께 출전하였는데, 이때 성하는 동형(董衡) · 동초(董超)와 함께 출전하였다.
하지만 관우가 수공으로 공격하여 대패하였고 방덕과 함께 언덕 위에서 관우의 공격에 맞서싸우다 전사하였다.

## 《삼국지연의》 속 성하
《삼국지연의》에서의 성하는 219년, 번성(樊姓)으로 구원을 떠났을 때 10여일 동안 비가 내리자, 성하는 지휘관 우금(于禁)을 찾아가 관우(關羽)의 수공으로 인한 공격을 대비하여 언덕으로 진영을 옮길 것을 건의하였느나 거절당한다.
결국 성하는 방덕(龐德)과 함께 자신들의 군사만 이끌고 언덕으로 옮겼고, 예상대로 관우가 수공으로 공격하여 우금은 관우에게 붙잡혀 항복한다.
이때 방덕과 성하는 관우의 공격에 맞서 싸우는데, 방덕이 성하에게 말하길 “본래 용감한 자는 두려움을 몰라야한다.”라고 하며 성하에게 공격 명령을 내렸고, 성하는 명을 받들어 공격하였으나 활에 맞아 전사하였다.